# Eleccions al Parlament Europeu de 2019 (Xipre)
Les Eleccions al Parlament Europeu es van celebrar el 26 de maig de 2019 per escollir als sis representants de Xipre al Parlament Europeu. En aquestes es van mantenir els resultats de les anteriors eleccions, malgrat una baixada percentual entorn del 8% dels partits DISY i EDEK.

## Resultats
| Llista | Llista                                           | Grup    | Vots    | %     | Escons |
| ------ | ------------------------------------------------ | ------- | ------- | ----- | ------ |
|        | Reagrupament Democràtic (DISY)                   | PPE     | 81.539  | 29,02 | 2 / 6  |
|        | Partit Progressista del Poble Treballador (AKEL) | GUE/NGL | 77.241  | 27,49 | 2 / 6  |
|        | Partit Democràtic (DIKO)                         | S&D     | 38.756  | 13,80 | 1 / 6  |
|        | Moviment per la Socialdemocràcia (EDEK)          | S&D     | 29.715  | 10,58 | 1 / 6  |
|        | Front Nacional Popular (ΕLAM)                    | -       | 23.167  | 8,25  | -      |
|        | Front Democràtic (DiPa)                          | -       | 10.673  | 3,80  | -      |
|        | Aliança Ciutadana - Moviment d'Ecologistes-CC    | -       | 9.232   | 3,29  | -      |
|        | Moviment de gessamí                              | -       | 4.786   | 1,70  | -      |
|        | Partit Animalista de Xipre                       | -       | 2.208   | 0,79  | -      |
|        | Altres                                           | -       | 3.618   | 1,29  | -      |
| Total  | Total                                            | Total   | 280.935 |       | 6      |